# 여수진남체육공원 보조경기장
여수진남체육공원 보조경기장(麗水鎭南體育公園補助競技場, Yeosu Jinnam Sports Park Auxiliary Stadium)은 대한민국 전라남도 여수시에 있는 스포츠 시설이다. 축구 전용 경기장 2면이 갖춰져 있으며, 여수진남체육공원 내에 조성되어 있다.

## 참고 문헌
- “여수진남체육공원”. 여수시청.
- 《전국 공공체육 시설 현황 (2017년말 기준)》. 대한민국 문화체육관광부. 2019.

## 같이 보기
- 여수진남체육공원